# 旺 (挪威)
旺是挪威的一個市镇，位於内陆郡，行政中心为旺村。市镇面积为1,505平方公里，人口数量为1,616人（2004年），人口密度为每平方公里1人。